# Субдоминанта

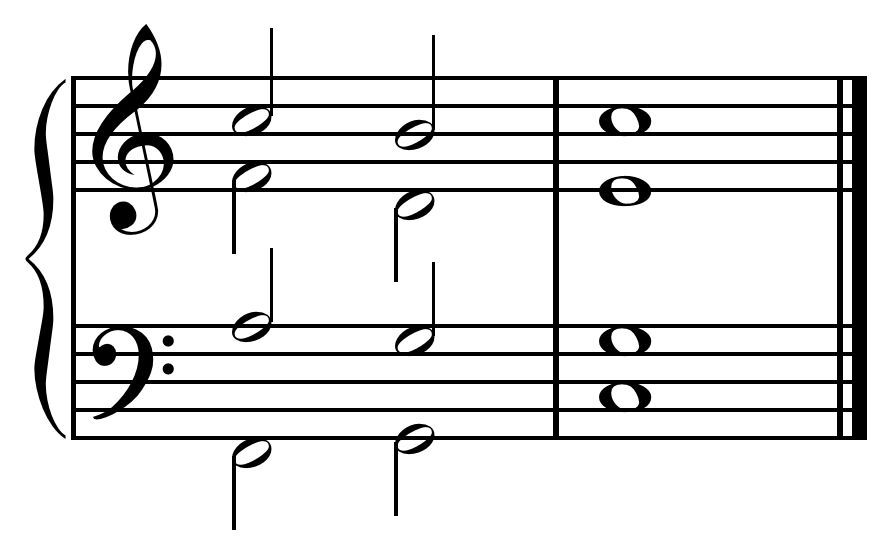
Субдоминанта (IV) в последовательности аккордов IV-V-I в до-мажоре

Субдомина́нта (фр. sousdominante, от лат. sub — «под» + dominans — «господствующий») в теории музыки — четвёртая ступень мажорного и минорного ладовых звукорядов. Субдоминантой также называют трезвучие, построенное на четвёртой ступени. Субдоминанта — одна из трёх основных (наряду с тоникой и доминантой) тональных функций. В аналитической разметке обозначается римской цифрой IV или латинской буквой S.

## Краткая характеристика
Термин «субдоминанта» как парный к термину «доминанта» предложил Ж. Ф. Рамо, в трактате «Новая система теоретической музыки» (Nouveau système de musique théorique, 1726). Под этими словами он понимал не тональные функции, а звуки от любой ступени звукоряда, расположенные на квинту вверх от текущего (доминанта) или на квинту вниз от текущего (субдоминанта); термин «субдоминанта» Рамо также распространил на трезвучие, построенное на «субдоминантовой» ступени. Наконец, Рамо описал субдоминантовый плагальный оборот (под названием «несовершенной каденции») и доминантовый автентический оборот (под названием «совершенной каденции») как наиболее типичные аккордовые обороты тональной музыки.
Понятие субдоминанты как тональной функции, а также обозначение S для неё, ввёл Г. Риман. В позднейшей теории музыки трезвучия и септаккорды II и VI ступеней и их обращения были включены в так называемую «субдоминантовую группу». Типичные субдоминанты — секстаккорд II ступени (субдоминанта с секстой вместо квинты), квинтсекстаккорд II ступени (субдоминанта с добавленной секстой — этот аккорд Рамо называл sixte ajoutée, то есть прибавленная секста), неаполитанский секстаккорд (минорная субдоминанта с пониженной секстой вместо квинты) и др. Причина этого заключается в том, что наиболее характерным признаком субдоминантовой функции является наличие в аккорде, репрезентирующем субдоминанту, шестой ступени лада, имеющей тенденцию к нисходящему тяготению в квинту тонического трезвучия.

## Рецепция
Согласно Р. Рети, субдоминантовая функция в тональной музыке и есть собственно творческая часть композиции: 
Для того, чтобы последовательность I-V-I утвердилась, нужно было просто открыть это явление природы. Творческий фактор выступает лишь в тот момент, когда I переходит не в V, а в какое-либо другое мелодико-гармоническое образование (назовём его x)…
Ю. Тюлин объясняет более слабое тяготение субдоминанты в тонику сравнительно с тяготением доминанты музыкально-акустическими критериями, следуя подходу Рамо и Римана. Согласно его теории, тоника является производной от субдоминанты подобно тому как доминанта является производной от тоники (квинтовый тон является вторым обертоном в натуральном звукоряде). Тяготением производного тона в основной объясняется более сильное тяготение доминанты в тонику и амбивалентность субдоминанты. По Ю. Н. Холопову, «тяготение субдоминанты в тонику носит специфический смягчённый характер (основной тон Т содержится в консонантном ядре S)». Этому представлению о характере тяготения субдоминанты в тонику возражает Л. А. Мазель. Согласно его теории, мелодические тяготения являются ведущими и лишь подкрепляются акустическими закономерностями. Субдоминанте отводится роль «центробежного» (устремлённого от тоники) гармонического элемента в отличие от «центростремительной» доминанты.